# Daniel Gillois
Daniel Gillois   (Fontainebleau, 5 de febrer de 1888 - Fontainebleau, 28 de desembre de 1959) va ser un genet francès que va competir a començaments del segle xx.
El 1936 va prendre part en els Jocs Olímpics de Berlín, on va disputar dues proves del programa d'hípica amb el cavall Nicolas. Va guanyar la medalla de plata en la prova de doma per equips i fou novè en la de doma individual.